# 싸나희 순정
《싸나희 순정》은 2021년에 개봉한 대한민국의 영화이다.

## 캐스팅
- 전석호 : 유씨 역
- 박명훈 : 원보 역
- 김재화
- 최대철
- 공민정
- 심은진
- 전성애
- 김지환
- 최대성
- 양준호 (우정출연)
- 배용근 (우정출연)
- 홍은철 (특별출연)
- 김명곤 (특별출연)